# 日本の幽霊
日本の幽霊（にほんのゆうれい）は、小山祐士作の戯曲。1965年5月に日本新劇俳優協会による第二次訪中新劇団の演目の一つとして中国北京・南京・上海・広州で千田是也・阿部廣次演出で公演された後、1965年11月8日–25日に劇団俳優座で初演。出演・東野英治郎、村瀬幸子、松本克平、中谷一郎、市原悦子、三戸部スエ、佐藤オリエ、阿部廣次演出。

## 創作経緯
近年では「ウサギの島」として知られる広島県竹原市沖の大久野島で、大日本帝国陸軍が太平洋戦争時に毒ガスを秘密裏に製造していたことが一般に知られるようになったのは、1960年に新聞で報道されたことがきっかけだった。大久野島にも近い広島県福山市出身の劇作家・小山祐士はその新聞報道の2、3年前1957–58年頃、ミカンの取材で大久野島近くの島に行ったとき、居酒屋の主人が大久野島に強制就労されて、毒ガスによる後遺症で、その後も5つの病気に悩まされているという話を聞き、強い興味を持った。戦後、瀬戸内海の島々をまわって歩き、その生活や言葉のあまりの独自性に驚いたのが小山の創作の原点であり、デビュー作『瀬戸内海の子供ら』以降、瀬戸内海を描き続けてきた小山にとっても書かなくてはならない素材だと意を決した。当時の大久野島は上陸に許可が必要で、大久野島を含め、瀬戸内海を4年近く現地取材を重ね、1964年には大久野島に2ヵ月の間下宿し、町長、病院長、牧師、患者などから話を聞いた。『日本の幽霊』のタイトルは、当時の大久野島にはまだ異臭が残り、草木にも勢いがなく、幽霊の島のように感じたからだった。特に取材で感じたのは戦争中に島で毒ガス製造に従事させられた人たちの悲惨な後遺症問題は、原爆被災の影に隠されてしまったという印象だった。戯曲は1964年夏から執筆したが、当初主人公を憲兵に一番苦しめられたクリスチャンにしていたが、作品を新劇団が中国で公演することが決まり、日本のクリスチャンの特殊性は中国人には分からないだろうと考え止めた。初演だった中国公演では、演じる役者の中に「こんなことが本当にあったんですか?」と聞く者もいた。俳優座での公演にあたり、演出の阿部廣次も1965年8月に大久野島を一週間ロケハンを行い、舞台で使用される三原市の「やっさ踊り」の曲や振り付けを採録する等、演出イメージを膨らませた。